# Rafael Pérez y Pérez
Rafael Pérez y Pérez (Cuatretondeta, Alicante, 18 de septiembre de 1891 - Cuatretondeta, 24 de abril de 1984) fue un popular escritor español de más de 160 novelas rosas entre 1922 y 1971. Sus novelas fueron traducidas a 22 idiomas, de las que había vendido más de 5 millones de ejemplares para 1977, además algunas de ellas fueron adaptadas al cine y al teatro.

## Biografía
Rafael Pérez y Pérez nació el 18 de septiembre de 1891 en Cuatretondeta, Alicante, España.
Historiador aficionado, en 1909 obtuvo su primer galardón con una monografía histórica titulada Las Germanías de Valencia.
Fue maestro de profesión, y ejerció en diversas localidades en la provincia de Zaragoza y en Guàrdia de Tremp (Lérida), antes de ser nombrado inspector de primera enseñanza en la provincia de Sevilla hasta su jubilación en 1958.
Tras la publicación de algunos relatos cortos, fue uno de los primeros cultivadores en España de la novela rosa. Las novelas que escribió durante las dos primeras décadas fueron grandes éxitos populares. Entre 1929 y 1932 escribió además varias novelas para el diario tradicionalista El Siglo Futuro, entre ellas Los Caballeros de Loyola (1929) en la que defendió la labor pedagógica y misionera de la Compañía de Jesús, y Los cien caballeros de Isabel la Católica (1931), esta última sirvió de inspiración a Manuel Gago para la realización de la historieta El Guerrero del Antifaz. Tras la guerra civil española, publicó la trilogía Dos Españas (1939), que evidenciaba su ideología conservadora. El punto álgido de su carrera a mediados de los años 40, cuando sus obras fueron adaptadas al teatro, y también otras al cine, como son : Mariquita Monleón, Cuando pasa el amor, La niña de Ara, Muñequita e Inmaculada.
Continuó escribiendo hasta principios de los 70, cuando su progresiva ceguera le impidió continuar. Publicó más de 160 títulos, de los que había vendido más de 5 millones de ejemplares para 1977. La mitad de sus novelas son de una cuidada ambientación histórica, muchas de ellas en la Edad Media. Sus novelas fueron objeto de numerosas reediciones a lo largo de las siguientes décadas por parte de la Editorial Juventud. Aunque con el paso de las décadas, sobre todo sus novelas contemporáneas, fueron decayendo en popularidad.
Rafael falleció el 24 de abril de 1984 en Cuatretondeta.

## Obras

### No ficción
- Las Germanías de Valencia (1909)

| - La verdad en el amor (1922) - El Monasterio de la Buena Muerte (1925) - Inmaculada (1925) - Levántate y anda (1925) - El secretario (1926) - El último cacique (1927) - El hada Alegría (1930) - Doña Sol (1931) - La clavariesa (1931) - Los cien caballeros de Isabel la Católica (1931) - Madrinita buena (1931) - Almas recias (1932) - El verdadero amor (1932) - Mariposa (1932) - Un hombre cabal (1932) - Cuento de invierno (1933) - La señora (1933) - Lo imposible (1933) - Los dos caminos (1933) - María Pura (1933) - Muñequita (1933) - Al borde de la leyenda (1934) - Amor que no muere (1934) - Esperanza (1934) - La eterna historia y otras narraciones (1934) - Mariquita Monleón (1934) - Rebeldía (1934) - Una niña loca (1934) - Alfonso Queral (1935) - Cuando pasa el amor (1935) - El hombre del casco (1935) - El secreto de Juan (1935) - Palomita torcaz (1935) - La niña de Ara (1936) - Romace de amor (1936) - Lengua de víbora (1939) - La ciénaga (1940) - Por la puerta falsa (1940) - Cabeza de estopa (1941) - El chófer de María Luz (1941) - La chica del molinero (1941) - La doncella de Loarre (1942) - Sexta bandera (1942) - El excelente conde (1943) - La casa de Azlor (1943) - Sor María de la Consolación (1944) - Tentación (1944) - La ocasión de Mariquita Guevara (1945) - La que se reía del amor (1945) - Azucenas en Castilla (1946) - Noche blanca (1946) - Renzo (1947) - El sillón de la Marquesa Gersinda (1948) - Clara María (1949) - Crucero de amor (1949) - El conde maldito (1949) - El templario (1950) - Una fiera (1950) - Amor y dinero (1951) - Los cuatro primos (1951) - Aquella noche (1952) - El último Bernal (1952) - El trovador bandolero (1953) - El padrastro de Navarra (1954) - La máscara verde (1954) - La princesa Galsuinda (1954) - Vivir es olvidar (1954) - Baltasar de Zúñiga (1955) - La golfilla del Avapiés (1955) - La moza del Salt (1955) - La torre del misterio (1955) - El duende de palacio (1956) - El vengador (1956) - La prueba (1956) - Los diamantes amarillos (1956) - Aquella mujer (1957) - El amor que vuelve (1957) - La beata Zaragata (1957) - Caminos torcidos (1958) - El sobre azul (1958) - Jimeno de Asúa (1958) - Yolanda (1958) - La alquería de las rosas (1959) - La masía del buen amor (1959) - La villana (1959) - Farsa de amor (1960) - Tres meses de licencia (1960) - Un hombre y el amor (1960) - Almas a la deriva (1961) - La viuda del pescador (1961) - Una mujer de piedra (1961) - Juego de orgullos (1962) - Los dos almirantes (1962) - El "hereu" de En Sarriá (1963) - El caso de Marcela (1963) - El lobo de la falconera (1963) - El enigma de la charca (1964) - El forjador de reyes (1964) - Fuerza mayor (1964) - Novios de verano (1964) - A espaldas del amor (1965) - El monje loco (1965) - Leonor de Castilla (1965) - Un caballero leonés (1966) - Una boda extraña (1966) - La bruja de la ermita (1967) - La casa maldita (1967) - El hombre del tajo en la cara (1969) - Romántica aventura (1969) - Teresa tenía razón (1970) - La dama de Alzamora (1971) | Series Los Caballeros de Loyola Los Caballeros de Loyola (1929) La gloria de amar (1934) Duquesa Inés Duquesa Inés (1930) Por el honor del nombre (1932) Dos Españas Dos Españas (1939) Elena (1939) Juan Ignacio (1939) De una España a otra (1939) Entre el aviador y el millonario Entre el aviador y el millonario (1943) Sin amor (1943) El Señor de Albarracín El Señor de Albarracín (1945) El idilio de una reina (1945) Martinejo Martinejo (1947) Intrigas en la corte (1947) El valido del Rey El valido del Rey (1948) La bastarda del condestable (1948) El castillo de Escalona (1948) El segundón El segundón (1953) El misterio de Gistaín (1953) La eterna enamorada La eterna enamorada (1968) El doncel de doña Urraca (1968) Ha llegado el amor (1968) |